# The Power of the Dream
"The Power of the Dream" là đĩa đơn của Celine Dion, phát hành vào ngày 20 tháng 8 năm 1996 tại Nhật Bản. Ca khúc đứng tại vị trí thứ 6 trong bảng xếp hạng "Top 10 ca khúc hay nhất dành cho Thế vận hội" của trang Short List.

## Sản xuất
"The Power of the Dream" được sáng tác và sản xuất bởi David Foster, Linda Thompson và Babyface cho lễ khai mạc Thế vận hội Mùa hè 1996.

## Nội dung bài hát
Ca khúc nói về sức mạnh của sự dám mơ ước, dám thực hiện. Ca khúc như một lời động viên con người dũng cảm theo đuổi giấc mơ của chính mình, vì "...trong cuộc sống, mỗi người đều sẽ thực hiện một công việc đặc biệt chỉ dành riêng cho mình."

## Video ca nhạc
Video của ca khúc là cảnh Celine cùng David Foster, người đang chơi piano và hai đoàn hát đệm Atlanta Symphony Orhcestra và Centennial Choir (gồm Morehouse College Glee Club, Spelman College Glee Club và Atlanta Symphony Orchestra Chorus) trình diễn ca khúc tại lễ khai mạc Thế vận hội mùa hè năm 1996.

## Biểu diễn trực tiếp
Celine trình diễn ca khúc này trước hơn 100 nghìn khán giả đang có mặt tại sân vận động Olympic Centennial và trước 3,5 tỉ khán giả đang xem truyền hình. Cô đã ủng hộ toàn bộ số tiền mà cô thu được từ sự kiện để hỗ trợ các vận động viên người Canada.

## Phát hành
Ca khúc được đưa vào phiên bản giới hạn của album Falling into You tại châu Á và Úc. "The Power of the Dream" cũng đồng thời xuất hiện ở mặt B của các đĩa đơn "Because You Loved Me", "It's All Coming Back to Me Now" và "All by Myself". Ca khúc có sẵn trên toàn cầu trong album tổng hợp của Céline The Collector's Series, Volume One. Album này phát hành năm 2000. Vào năm 2008, ca khúc được đưa vào phiên bản dành cho thị trường Mĩ của album My Love: Essential Collection.

## Danh sách bài hát và định dạng
| Đĩa đơn CD dành cho thị trường Nhật Bản | Đĩa đơn CD dành cho thị trường Nhật Bản  | Đĩa đơn CD dành cho thị trường Nhật Bản |
| STT                                     | Nhan đề                                  | Thời lượng                              |
| --------------------------------------- | ---------------------------------------- | --------------------------------------- |
| 1.                                      | "The Power of the Dream" (Mặt B)         | 4:30                                    |
| 2.                                      | "It's All Coming Back to Me Now" (Mặt A) | 7:37                                    |
| Tổng thời lượng:                        | Tổng thời lượng:                         | 12:07                                   |

## Bảng xếp hạng

### Diễn biến trên các bảng xếp hạng
Ca khúc đạt vị trí thứ 30 trên bảng xếp hạng Oricon Singles Chart tại Nhật Bản và được chứng nhận vàng với doanh số là 75000 bản. Mặc dù ca khúc không được phát hành tại nhiều quốc gia khác, nhiều đài phát thanh trên toàn thế giới vẫn phát "The Power of the Dream" và ca khúc thậm chí còn xuất hiện trên các bảng xếp hạng của nhiều đài phát thanh.

### Vị trí trên các bảng xếp hạng

#### Xếp hạng tuần
| Bảng xếp hạng (1996) | Vị trí cao nhất |
| -------------------- | --------------- |
| Nhật Bản (Oricon)    | 30              |

#### Xếp hạng cuối năm
| Bảng xếp hạng (1996)                 | Vị trí |
| ------------------------------------ | ------ |
| Japan International Singles (Oricon) | 9      |

## Chứng nhận doanh thu
| Quốc gia                                                                           | Chứng nhận | Số đơn vị/doanh số chứng nhận |
| ---------------------------------------------------------------------------------- | ---------- | ----------------------------- |
| Nhật Bản (RIAJ)                                                                    | Vàng       | 73,440                        |
| * Chứng nhận dựa theo doanh số tiêu thụ. ^ Chứng nhận dựa theo doanh số nhập hàng. |            |                               |